# Pandineum leium
Pandineum leium är en mångfotingart som beskrevs av Chamberlin 1955. Pandineum leium ingår i släktet Pandineum och familjen storjordkrypare. Inga underarter finns listade i Catalogue of Life.